# Mistrzostwa Świata w Lekkoatletyce 2023 – trójskok mężczyzn
Trójskok mężczyzn – jedna z konkurencji technicznych rozgrywanych podczas lekkoatletycznych mistrzostw świata na Nemzeti Atlétikai Központ w Budapeszcie.
Tytułu mistrzowskiego z 2022 nie bronił Pedro Pichardo.

## Terminarz
Źródło: worldathletics.org.
| Data        | Godzina |              |
| ----------- | ------- | ------------ |
| 19 sierpnia | 19:37   | Kwalifikacje |
| 21 sierpnia | 19:40   | Finał        |

## Rekordy
Tabela prezentuje rekord świata, rekord mistrzostw świata, rekordy kontynentów oraz najlepszy wynik na listach światowych w sezonie 2023 przed rozpoczęciem mistrzostw.
|                            | Zawodnik             | Wynik | Miejsce     | Data                      |
| -------------------------- | -------------------- | ----- | ----------- | ------------------------- |
| Rekord świata              | Jonathan Edwards     | 18,29 | Göteborg    | 7 sierpnia 1995(dts)      |
| Rekord mistrzostw świata   | Jonathan Edwards     | 18,29 | Göteborg    | 7 sierpnia 1995(dts)      |
| Rekord Afryki              | Hugues Fabrice Zango | 18,07 | Aubière     | 16 stycznia 2021(dts)     |
| Rekord Ameryki Północnej   | Christian Taylor     | 18,21 | Pekin       | 27 sierpnia 2015(dts)     |
| Rekord Ameryki Południowej | Jadel Gregório       | 17,90 | Belém       | 20 maja 2007(dts)         |
| Rekord Australii i Oceanii | Kenneth Lorraway     | 17,46 | Londyn      | 7 sierpnia 1982(dts)      |
| Rekord Azji                | Li Yanxi             | 17,59 | Jinan       | 26 października 2009(dts) |
| Rekord Europy              | Jonathan Edwards     | 18,29 | Göteborg    | 7 sierpnia 1995(dts)      |
| Listy światowe             | Jaydon Hibbert       | 17,87 | Baton Rouge | 13 maja 2023(dts)         |

## Wyniki

### Kwalifikacje
Awans: 17,15 m (Q) lub 12 najlepszych rezultatów (q).
Źródło: worldathletics.org.
| Pozycja | Grupa | Zawodnik              | Państwo                  | Runda | Runda | Runda | Wynik | Uwagi |
| Pozycja | Grupa | Zawodnik              | Państwo                  | 1     | 2     | 3     | Wynik | Uwagi |
| ------- | ----- | --------------------- | ------------------------ | ----- | ----- | ----- | ----- | ----- |
| 1.      | B     | Jaydon Hibbert        | Jamajka                  | 16,99 | 17,70 |       | 17,70 | Q     |
| 2.      | A     | Zhu Yaming            | Chińska Republika Ludowa | 17,14 | –     | –     | 17,14 | q     |
| 3.      | B     | Lázaro Martínez       | Kuba                     | 16,65 | 16,50 | 17,12 | 17,12 | q     |
| 4.      | A     | Fabrice Zango         | Burkina Faso             | 17,12 | –     | –     | 17,12 | q     |
| 5.      | A     | Cristian Nápoles      | Kuba                     | x     | 16,82 | 16,95 | 16,95 | q     |
| 6.      | B     | Yasser Triki          | Algieria                 | 16,95 | –     | –     | 16,95 | q     |
| 7.      | A     | Emmanuel Ihemeje      | Włochy                   | 16,91 | 16,54 | –     | 16,91 | q     |
| 8.      | B     | Fang Yaoqing          | Chińska Republika Ludowa | 16,83 | 16,80 | x     | 16,83 | q     |
| 9.      | B     | Tiago Pereira         | Portugalia               | x     | x     | 16,77 | 16,77 | q,    |
| 10.     | B     | Will Claye            | Stany Zjednoczone        | 16,72 | 16,71 | 16,25 | 16,72 | q     |
| 11.     | B     | Leodan Torrealba      | Wenezuela                | 16,72 | x     | 16,54 | 16,72 | q     |
| 12.     | A     | Chris Benard          | Stany Zjednoczone        | x     | x     | 16,71 | 16,71 | q     |
| 13.     | A     | Tobia Bocchi          | Włochy                   | 16,20 | 16,18 | 16,66 | 16,66 |       |
| 14.     | A     | Jean-Marc Pontvianne  | Francja                  | x     | 16,64 | 15,93 | 16,64 |       |
| 15.     | A     | Abdulla Aboobacker    | Indie                    | 16,61 | 16,60 | 16,60 | 16,61 |       |
| 16.     | A     | Necati Er             | Turcja                   | x     | 16,59 | 16,32 | 16,59 |       |
| 17.     | B     | Su Wen                | Chińska Republika Ludowa | x     | x     | 16,59 | 16,59 |       |
| 18.     | B     | Max Heß               | Niemcy                   | 16,48 | x     | 16,28 | 16,48 |       |
| 19.     | A     | Hikaru Ikehata        | Japonia                  | 16,00 | 16,40 | 15,99 | 16,40 |       |
| 20.     | B     | Praveen Chithravel    | Indie                    | 16,38 | 16,28 | 16,32 | 16,38 |       |
| 21.     | A     | Almir dos Santos      | Brazylia                 | 16,16 | 16,09 | 16,34 | 16,34 |       |
| 22.     | B     | Donald Scott          | Stany Zjednoczone        | x     | 16,33 | 16,30 | 16,33 |       |
| 23.     | A     | Dimitris Tsiamis      | Grecja                   | 15,99 | 15,95 | 16,22 | 16,22 |       |
| 24.     | A     | Kim Jang-woo          | Korea Południowa         | 15,89 | 16,19 | 16,21 | 16,21 |       |
| 25.     | A     | Enzo Hodebar          | Francja                  | 16,17 | x     | x     | 16,17 |       |
| 26.     | B     | Aaro Davidila         | Finlandia                | x     | 15,64 | 15,81 | 15,81 |       |
| 27.     | B     | Nikolaos Andrikopulos | Grecja                   | 15,77 | x     | x     | 15,77 |       |
| 28.     | A     | Luis Reyes            | Chile                    | 15,75 | x     | x     | 15,75 |       |
| 29.     | B     | Eldhose Paul          | Indie                    | 15,59 | 15,33 | 15,31 | 15,59 |       |
| 30.     | B     | Dániel Szenderffy     | Węgry                    | 15,18 | x     | 15,38 | 15,38 |       |
| 31.     | A     | Andreas Pantazis      | Grecja                   | x     | 14,67 | x     | 14,67 |       |
| 32 !    | A     | Alexis Copello        | Azerbejdżan              | x     | x     | –     | NM    |       |
| 32 !    | A     | Julian Konle          | Australia                | x     | x     | x     | NM    |       |
| 32 !    | A     | Jah-Nhai Perinchief   | Bermudy                  | x     | r     |       | NM    |       |
| 32 !    | A     | Geiner Moreno         | Kolumbia                 | x     | x     | x     | NM    |       |
| 32 !    | A     | Pedro Pichardo        | Portugalia               |       |       |       | DNS   |       |
| 32 !    | A     | Aiden Hinson          | Australia                |       |       |       | DNS   |       |

### Finał
Źródło: worldathletics.org.
| Pozycja | Zawodnik         | Państwo                  | Runda | Runda | Runda | Runda | Runda | Runda | Wynik | Uwagi |
| Pozycja | Zawodnik         | Państwo                  | 1     | 2     | 3     | 4     | 5     | 6     | Wynik | Uwagi |
| ------- | ---------------- | ------------------------ | ----- | ----- | ----- | ----- | ----- | ----- | ----- | ----- |
| 01 !    | Fabrice Zango    | Burkina Faso             | 17,37 | x     | 17,28 | 17,36 | 17,64 | x     | 17,64 |       |
| 02 !    | Lázaro Martínez  | Kuba                     | x     | 17,41 | 16,55 | x     | x     | 16,83 | 17,41 |       |
| 03 !    | Cristian Nápoles | Kuba                     | x     | 17,02 | x     | 17,40 | x     | x     | 17,40 | PB    |
| 4.      | Zhu Yaming       | Chińska Republika Ludowa | x     | 17,12 | 16,53 | x     | 17,07 | 17,15 | 17,15 |       |
| 5.      | Yasser Triki     | Algieria                 | 16,96 | 16,98 | 17,01 | x     | 16,63 | x     | 17,01 |       |
| 6.      | Fang Yaoqing     | Chińska Republika Ludowa | 16,89 | 17,01 | 16,56 | x     | –     | 15,61 | 17,01 |       |
| 7.      | Will Claye       | Stany Zjednoczone        | 16,71 | 16,99 | x     | x     | 16,89 | x     | 16,99 | SB    |
| 8.      | Emmanuel Ihemeje | Włochy                   | 16,27 | 16,84 | x     | 16,91 | 16,74 | 16,56 | 16,91 |       |
| 9.      | Chris Benard     | Stany Zjednoczone        | 16,21 | 16,62 | 16,03 | NQ    | NQ    | NQ    | 16,62 |       |
| 10.     | Leodan Torrealba | Wenezuela                | 16,39 | 16,36 | 16,58 | NQ    | NQ    | NQ    | 16,58 |       |
| 11.     | Tiago Pereira    | Portugalia               | 16,26 | x     | x     | NQ    | NQ    | NQ    | 16,26 |       |
| 12 !    | Jaydon Hibbert   | Jamajka                  | x     | –     | –     | NQ    | NQ    | NQ    | NM    |       |